# Varghese Thottamkara
Varghese Thottamkara CM (* 2. Juni 1959 in Thottuva, Kerala) ist ein indischer römisch-katholischer Ordensgeistlicher und Bischof von Balasore.

## Leben
Varghese Thottamkara besuchte die Ganapathy Vilasam High School in Koovapady und ab Juli 1976 das Kleine Seminar der Lazaristen in Gopalpur. Von 1979 bis 1982 studierte er Philosophie am Aquinas College und erlangte einen Bachelor in dieser Disziplin. Am 11. Mai 1982 trat Thottamkara in Gopalpur der Ordensgemeinschaft der Lazaristen bei. Es folgte das Studium der Katholischen Theologie am Priesterseminar der indischen Ordensprovinz der Lazaristen, das er später am päpstlichen Priesterseminar St. Joseph in Alwaye mit einem Bachelor im Fach Pastoraltheologie abschloss. Thottamkara legte am 10. Mai 1986 die ewige Profess ab und wurde am Folgetag zum Diakon geweiht. Am 6. Januar 1987 empfing er in der Pfarrkirche St. Joseph in Thottuva durch den syro-malabarischen Erzbischof von Ernakulam, Antony Padiyara, das Sakrament der Priesterweihe.
Thottamkara war zunächst von 1988 bis 1990 als Pfarrvikar in Muniguda und Allada im Bistum Berhampur tätig. Von 1990 bis 1992 unterrichtete er am Kleinen Seminar in Ambo in Äthiopien und wirkte als dessen Vizerektor, bevor er Dozent am Priesterseminar in Addis Abeba und am Theologischen Institut St. Francis sowie 1993 zusätzlich Regens des Priesterseminars St. Paul des Apostolischen Vikariats Nekemte wurde. Daneben war er in dieser Zeit Offizial für die Apostolischen Vikariate im Süden Äthiopiens. 1995 wurde Thottamkara für weiterführende Studien nach Rom entsandt, wo er 1997 an der Päpstlichen Universität Heiliger Thomas von Aquin ein Lizenziat im Fach Moraltheologie erwarb. Anschließend leitete er das ordenseigene Priesterseminar in Addis Abeba. Darüber hinaus lehrte er Medizinethik am Nursing College der Äthiopischen und eritreischen Bischofskonferenz in Wolliso sowie Moraltheologie im Rahmen der Weiterbildungskurse der Konferenz der höheren Ordensoberen Äthiopiens und erneut am Theologischen Institut St. Francis in Addis Abeba, an dem er zeitweise auch als Studiendekan fungierte. Ferner gehörte er dem Provinzialrat der äthiopischen Ordensprovinz der Lazaristen an. 2002 kehrte Thottamkara nach Indien zurück, wo er das Kleine Seminar der Lazaristen leitete. 2003 wurde er Vize-Provinzial der südindischen Ordensprovinz sowie 2004 zudem Rektor und Superior des St. Vincent’s Mission House in Aluva. Nachdem Thottamkara von 2005 bis 2006 kurzzeitig als Archivar und als Generalprokurator seiner Ordensgemeinschaft in Rom gewirkt und in dieser Funktion die Arbeit der ordenseigenen Kommission für Mitbrüder in schwierigen Situationen koordiniert hatte, wurde er Provinzial der südindischen Ordensprovinz. Ab 2010 war er Assistent des Generalsuperiors der Lazaristen. In dieser Funktion war er zuständig für die Missionsarbeit und fungierte als Delegat für die Ordensprovinzen im asiatisch-pazifischen Raum. Überdies belegte er Kurse in Archivkunde und Paläografie an der Libera Università Maria Ss. Assunta (LUMSA).
Am 28. Juni 2013 ernannte ihn Papst Franziskus zum Titularbischof von Chullu und zum Koadjutorvikar von Nekemte in Äthiopien. Die Bischofsweihe spendete ihm der emeritierte Bischof von Sora-Aquino-Pontecorvo, Luca Brandolini CM, am 13. August desselben Jahres in der Kapelle des Collegio Leoniano in Rom; Mitkonsekratoren waren der Apostolische Vikar von Nekemte, Theodorus van Ruijven CM, und der Apostolische Vikar von Jimma-Bonga, Markos Ghebremedhin CM. Varghese Thottamkara wurde am 10. November 2013 in Nachfolge von Theodorus van Ruijven, dessen altersbedingtes Rücktrittsgesuch am selben Tag angenommen worden war, Apostolischer Vikar von Nekemte.
Papst Franziskus bestellte ihn am 10. Mai 2023 zum Bischof von Balasore in Indien. Die Amtseinführung erfolgte am 29. Juni desselben Jahres.